# 3M
3M Company, cunoscută până în 2002 și ca Minnesota Mining and Manufacturing Company, este o companie americană cu prezență globală. 3M are în portofoliu peste 55.000 de produse, inclusiv adezivi, produse dentare, circuite electronice, filme optice etc.
|                   | 2015   |
| ----------------- | ------ |
| Cifră de afaceri  | 30,27  |
| Venit net         | 4,8    |
| Număr de angajați | 89.800 |

Sumele sunt în miliarde dolari.
1. ↑  Global LEI index, accesat în 17 septembrie 2024
2. ↑   https://www.med-dept.com/resources/ww2-medical-equipment-manufacturers-and-suppliers/, accesat în 29 mai 2024 Lipsește sau este vid: |title= (ajutor)
3. ↑   https://www.lobbyfacts.eu/datacard/_m?rid=91425447458-88 Lipsește sau este vid: |title= (ajutor)
4. ↑  GRID, accesat în 6 iulie 2020
5. ↑  ]][[Categorie:Articole cu legături către elemente fără etichetă în limba română
6. 1 2  ]][[Categorie:Articole cu legături către elemente fără etichetă în limba română
7. ↑  National Software Reference Library
8. ↑  3M Annual Report 2015 (PDF) (în engleză)